# Певель-Велика
Певель-Велика (пол. Pewel Wielka) — село в Польщі, у гміні Єлесня Живецького повіту Сілезького воєводства.
Населення — 1527 осіб (2011).

## Демографія
Демографічна структура станом на 31 березня 2011 року:
|          | Загалом | Допрацездатний вік | Працездатний вік | Постпрацездатний вік |
| -------- | ------- | ------------------ | ---------------- | -------------------- |
| Чоловіки | 775     | 149                | 519              | 107                  |
| Жінки    | 752     | 141                | 406              | 205                  |
| Разом    | 1527    | 290                | 925              | 312                  |